# Brandolino Conte Brandolini
Brandolino Conte Brandolini (Bagnacavallo, 1365 – dopo il 13 novembre 1456) è stato un condottiero italiano, signore di Valmareno.

## Biografia
Nato, sembra, da Guido, il Brandolini proveniva da un'antica famiglia patrizia forlivese con vasti possedimenti, oltre che a Forlì, anche attorno a Bagnacavallo.
Nel 1391 partecipò, nelle file viscontee, alla battaglia di Alessandria. Fu poi compagno del Gattamelata con il quale condivise l'esperienza militare.
Nel 1416, assieme all'amico, militava nell'esercito di Braccio da Montone. Nel giugno 1419 si distinse nell'assedio di Viterbo ferendo il comandante avversario Muzio Attendolo Sforza. Nel settembre successivo fu però lo Sforza ad avere la meglio perché riuscì ad arrestare lui e il Gattamelata mentre si trovavano a Capitone. Liberati dietro riscatto, parteciparono alla battaglia dell'Aquila del 2 giugno 1424 e si dice che il Brandolini fosse stato il combattente più coraggioso.
Se il Gattamelata già tre mesi dopo combatteva al servizio del papa, il Brandolini si unì all'esercito pontificio più tardi e la sua presenza è documentata nel 1427. Dopo essersi spostati tra l'Umbria e la Marca d'Ancona, il 31 marzo 1427 i due ebbero l'ordine di partire per il Regno di Napoli con Paolo Colonna. Nel 1428-30 parteciparono all'assedio di Bologna nell'esercito di Jacopo Caldora.
Negli anni successivi i due furono attivi in Romagna, restando nell'esercito pontificio anche dopo l'elezione di Eugenio IV (1431). Attestati a Forlimpopoli nel 1432, nel settembre del 1433 il Brandolini conquistò Monteveglio ad Antonio Bentivoglio. Ma il 26 dicembre 1433 Antonio Ordelaffi fomentò una rivolta a Forlì (tra le motivazioni, anche il cattivo comportamento dei soldati del Brandolini); il condottiero non si oppose, ottenendo di ritirarsi nel contado per potersi unire, nel gennaio successivo, al Gattamelata. Con questi occupò Castelfranco Emilia a garanzia del versamento, da parte del papa, delle loro retribuzioni.
Il 28 dicembre 1433 furono chiamati dal Senato veneziano ed entrarono al servizio della Serenissima. Ebbero l'ordine di combattere in Lombardia, Romagna e nella Marca d'Ancona "come se fossero impiegati del papa" e in effetti il passaggio dall'uno all'altro esercito rientrava nell'alleanza tra Venezia e il pontefice. Il loro compito era quello di difendere la Romagna sia dalle minacce interne, con le ribellioni capitanate dai Canetoli, sia dalle aggressioni del Ducato di Milano.
La campagna fu però un fallimento perché nel 1434 Bologna venne travolta da una rivolta antipapale, mentre il territorio circostante veniva occupato dalle truppe milanesi agli ordini di Niccolò Piccinino. All'inizio del 1435 tentarono di attaccare Bologna, ma fu un insuccesso. Se Flavio Biondo li accusava di aver perso troppo tempo nelle razzie, è più probabile che la sconfitta fosse dovuta alle ben più consistenti forze milanesi; il 28 maggio 1434, tra l'altro, i due condottieri avevano richiesto altri ottomila uomini, ma gliene arrivarono molti meno.
Il 17 febbraio 1436 Venezia nominava il Brandolini e il Gattamelata conti di Valmareno. Ma qualche tempo dopo i due litigarono; solo il 30 novembre 1437 raggiunsero un accordo con il quale il Brandolini rinunciava ad esercitare il mestiere delle armi, assumendo, in cambio, l'esclusivo dominio sulla contea.
Brandolino ebbe tre figli: dalla prima moglie, Giovanna della Tela, Tiberto VIII; dalla seconda moglie, Filippa degli Alidosi, Cecco, ossia Francesco; fuori dal matrimonio, Ettore.
Il 13 novembre 1456 stilò il testamento. Nel documento condannò il figlio Tiberto che nel 1453 aveva tradito i Veneziani passando sotto gli Sforza. Morì qualche tempo dopo e fu sepolto a Treviso nella chiesa di San Francesco.